# ウラジーミル・コロレンコ

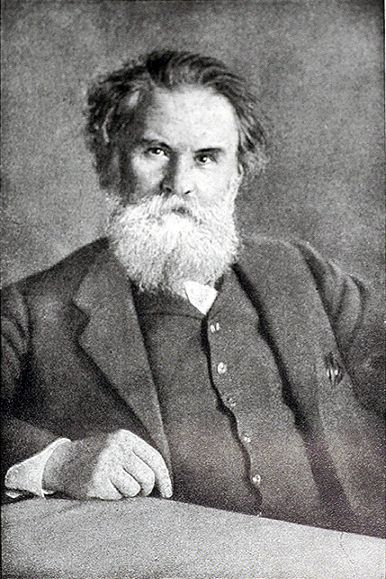
ウラジーミル・コロレンコ

ウラジーミル・ガラクティオノヴィチ・コロレンコ（ロシア語: Влади́мир Галактио́нович Короле́нко, 1853年7月27日（ユリウス暦7月15日） - 1921年12月25日）は、ロシアの短編小説家・ジャーナリスト。

## 生涯
裁判所で働くウクライナ人官吏の息子としてジトーミルに生まれる。ジトーミル中学に入学後、父がロヴノに転勤するとロヴノの実業学校に転籍。1871年にペテルブルクに上京し、工業専門学校へ入学。1874年モスクワへ移り、ペトローフスカヤ農科大学に学ぶが、1876年ナロードニキ運動に関わったとして放校となる。のちに1877年ペテルブルクの鉱業専門学校に入学するが、さらにキエフに追放される。1879年に最初の小説が出版されるが、同年革命運動を行ったとして投獄され、さらにシベリアに追放された。モスクワに戻った後、1885年に瀕死の農夫が見た不思議な夢を描いた短編『マカールの夢』を発表し、作家としての名声を獲得。その後も『盲音楽師』『川がはしゃぐ』など、人道主義的な立場から、ロシアの民衆や自然を描いた数多くの短編を発表して高く評価された。ロシア科学アカデミーの会員にも選出されたが、1902年にマクシム・ゴーリキーの同会への入会取り消しに抗議してアントン・チェーホフとともに辞任した。
作家活動の傍ら、1895年に雑誌『ロシヤの富』の編集長となり、ツァーリズムを批判するとともに、文芸評論にも健筆を振るった。1917年ロシア革命が起こると初めは賛成の立場を取ったが、やがてボルシェビキの急進的な活動に対して失望し、ロシア内戦時には赤軍・白軍双方を厳しく批判した。
日本では森鴎外が「樺太脱獄記」をドイツ語訳から訳し、『諸国物語』に収められている。

## 作品
- マカールの夢（1885年）
- 鷹の島脱獄囚（1885年）
- 悪い仲間（1885年）
- 盲音楽師（1886年）
- 森はざわめく（1886年）
- 川がはしゃぐ（1892年）
- パラドクス（1894年）

## 日本語訳
- 『悪い仲間 附・マカルの夢』布施延雄訳 越山堂 世界名著文庫 1920
- 『盲音楽師』小泉修一訳 春陽堂 1924
- 『サガレン脱走記 創作』関口弥作訳 大阪屋号書店 1926
- 『森はざわめく ポレシエの古い物語』上田進訳 新世界文学全集 河出書房 1940
- 『マカールの夢・鷹の島脱獄囚』中村融訳 世界文学全集 第1期 第12 (チェーホフ,ガルシン,コロレンコ)』河出書房 1954
- 『盲音楽師』中村融訳 岩波文庫 1954
- 『マカールの夢』落合東朗訳 ロシア文学全集 修道社 1957
- 『悪い仲間・マカールの夢 他一篇』中村融訳 岩波文庫 1958
- 『マカールの夢』染谷茂訳 大学書林語学文庫 大学書林 1963
- 『盲目の音楽家』長谷川研三訳 古川書房 1973
- 『コロレンコの回想録』上間助英訳 東銀座出版社 2005
- 『わが同時代人の歴史』全4巻 斎藤徹訳 文芸社 2006
- 『コロレンコ短編集 「パラドクス」「川がはしゃぐ」他6編』斎藤徹訳 文芸社 2008
- 『森はざわめく』金本源之助訳 群像社 2008
- 『二つの白鳥の歌』斎藤徹訳 東京図書出版 2013

チゥコーフスキー『M・ゴーリキーの二つの心』と、コロレンコ『ルナチャールスキーへの手紙』を収録